# Volleyball Club Fully
Le Volleyball Club Fully, ou en forme abrégée VBC Fully, est un club de volley-ball créé en 1977. Il évolue en 1re ligue lors de la saison 2023-2024.
Le club est considéré comme « la meilleure équipe masculine de volley en Valais ».

## Histoire
Le VBC Fully est créé en 1977 par Jacques Carron, André-Marcel Boson, André-Marcel Bender et Daniel Mermoud. Le club adhère à l'association cantonale de volley-ball la même année mais ne possède pas de salle de gymnastique. La première saison, il doit jouer tous ses matchs à l'extérieur en raison de l'absence de salle.
Le club est sacré champion valaisan lors des saisons 1978-1979, 1980-1981, 1982-1983, 1985-1986 et 1987-1988.
Le club est promu en première ligue pour la première fois de son histoire au printemps 1988. Il est cependant relégué dès la saison suivante,. Le club retrouve la première ligue au printemps 1993. Le club est à nouveau relégué immédiatement mais est promu une troisième fois en première ligue dans la foulée.
Au printemps 2011, le VBC Fully est promu en 1re ligue,. Au printemps 2013, le club manque « de peu » la promotion en deuxième division. En 2014, le club est éliminé en demi-finale des play-offs.
Le VBC Fully est promu en ligue nationale B en 2018,. Malgré la promotion, les joueurs restent amateurs. Lors de sa première saison en deuxième division, le club n'a pas besoin de jouer de barrage contre la relégation grâce à un plus grand nombre de promus de la deuxième à la première division. L'annulation du championnat 2019-2020 en raison de la pandémie de Covid-19 le sauve d'une « relégation presque certaine ». En avril 2023, après cinq saisons en deuxième division, le club est relégué en troisième division.

## Personnalités du club

### Anciens joueurs
- Jean-Patrice Ndaki Mboulet[22]

### Entraîneurs
- Mélanie Cina (2017-2019)[23],[24]
- Laurent Gay et Paolo Acunto (?-2017)[25]
- Pierre Berger (?)[26]

### Présidents
- Lionel Cajeux (?)[27]